# Destuntzia subborealis
Destuntzia subborealis är en svampart som först beskrevs av A.H. Sm., och fick sitt nu gällande namn av Fogel & Trappe 1985. Destuntzia subborealis ingår i släktet Destuntzia och familjen Gomphaceae.   Inga underarter finns listade i Catalogue of Life.